# اوژن سو
ماری-ژوزف اوژن سو (فرانسوی: Marie-Joseph "Eugène" Sue‎؛ ۲۶ ژانویه ۱۸۰۴ – ۳ اوت ۱۸۵۷) رمان‌نویس فرانسوی بود. معروفیت وی بخاطر رمان‌های سریالی مخصوصاً دو رمان یهودی سرگردان (۱۸۴۲–۱۸۴۳) (به فرانسوی: Le Juif errant) و اسرار پاریس (۱۸۴۴–۱۸۴۵) (به فرانسوی: Les Mystères de Paris) است.

## زندگی‌
ماری ژوزف سو که بعداً نام اوژن سو را برای خود برگزید در سال ۱۸۰۴ در یک خانواده متمول و مرفه دیده به جهان گشود. پدر اوژن سو از جراحان ارتش فرانسه و از طرفداران ناپلئون بناپارت بوده است. وی در سال ۱۸۲۳ بی آنکه مدرسه را به اتمام برساند به عضویت نیروی دریایی فرانسه درآمد. وی به قاره‌های آسیا، آمریکا و آفریقا سفر کرد. پس از جدای از نیروی دریایی در سال ۱۸۲۹ در پایتخت فرانسه یعنی پاریس سکنی گزید. اوژن سو کار خود را با روزنامه‌نگاری آغاز کرد. در سال ۱۸۳۰ به لطف ارث و میراثی که از پدرش به او رسید توانست از نظر اقتصادی مستقل گردد. با این اوصاف او پس از این اتفاق مدتی به عنوان گزارشگر و ویراستار به کار خویش ادامه داد. او چندی بعد به نوشتن رمان‌های بلند برای پاورقی روزنامه‌ها مشغول شد و باعث بالا رفتن شمارگان این روزنامه‌ها گردید. همراه با بالا رفتن شمارگان روزنامه‌ها و فراگیر شدن نام و آوازه‌اش، وی به یکی از پردرآمدترین نویسندگان فرانسه آن روزگار تبدیل شد. پلیک و پلاک، آتارگول و سمندر سه داستان ابتدایی او هستند که به سبب شناخت او از دریا شکل گرفتند.
وی بین سال‌های ۱۸۳۵ تا ۱۸۳۷ نوشتن تاریخچه ای از دریانوردی فرانسه را شروع کرد. در کتاب دیگرش "آرتور"۱۸۳۸ و نیز "ماتیلد"۱۸۴۱ همچنان توجه خود را به زندگی افراد سطح بالای جامعه معاصر معطوف کرد، اما بعدها بیشتر به خرابی‌های اجتماعی که ضرورت انقلاب صنعتی را در فرانسه خاطرنشان می‌کرد، توجه نشان داد. پس از انقلاب سال ۱۸۴۸، سو به عنوان نماینده سوسیالیست مجلس ملی انتخاب شد. این سمت تنها برای مدت کوتاهی پذیرای وی بود. در سال ۱۸۵۱ و پس از کودتای لویی ناپلون، اوژن سو به ساووی تبعید شد. وی هنگامی که در تبعید به سر می‌برد، در آنسی ساووی به تاریخ ۳ اوت ۱۸۵۷ درگذشت.

## آثار
- یهودی سرگردان، ترجمهٔ حسینقلی مستعان (تاریخ انتشار: حدود ۱۳۲۰)
- پلیک و پلاک
- مؤنث
- دیدبان
- هفت گناه کبیره
- دزد دریایی
- سمندر
- آرتاگول
- انتقام برده
- اسرار پاریس، ترجمهٔ س‍اق‍ی ح‍س‍اب‍ی و ه‍ادی ع‍ادل‍پ‍ور (۱۳۸۰) و نیز با عنوان رازهای پاریس، ترجمهٔ جمال موسوی‌شیرازی (۱۳۸۹).
- عجایب مردم
- ماتیلد

دو کتاب یهودی سرگردان و اسرار پاریس وی از آثار مهم ادبی جهان به‌شمار می‌آید.